# Sphecodes monilicorni
De Sphecodes monilicornis (tên tiếng Anh: dikkopbloedbij) là một loài Hymenoptera trong họ Halictidae. Loài này được Kirby miêu tả khoa học năm 1802.